# 音楽寺 (秩父市)
音楽寺（おんがくじ）は、埼玉県秩父市にある臨済宗南禅寺派の寺院で、山号は松風山と号する。
本尊真言：おん あろりきゃ そわか
ご詠歌：音楽の御声なりけり小鹿坂の 調べにかよう峰の松風

## 歴史
天長年間（824年 – 834年）に慈覚大師（円仁）が巡錫した際、聖観音像を刻んで観音堂に安置した。秩父札所を開創したとされる「十三権者」が、この地で松風の音を聞き、あたかも菩薩の奏でる音楽のように聞こえたことから「音楽寺」と名付けられたという。

## 秩父困民党進軍の地
当寺は小鹿坂峠にあり、眼下には秩父の市街地を望むことができる。
1884年（明治17年）10月31日、秩父困民党は椋神社で蜂起し、11月2日に当寺に到達した。そして、秩父郡役所がある大宮郷（秩父市街地）を目指して、当寺の鐘を打ち鳴らしながら突撃した（秩父事件）。
1978年（昭和53年）になり、「秩父困民党無名戦士の墓」が建てられた。ただ当寺では戦闘が行われていないので、実際には墓ではなく顕彰碑である。困民党員が打ち鳴らした鐘は江戸時代に鋳造されたもので、現在は秩父市の文化財に指定されている。

## ギャラリー

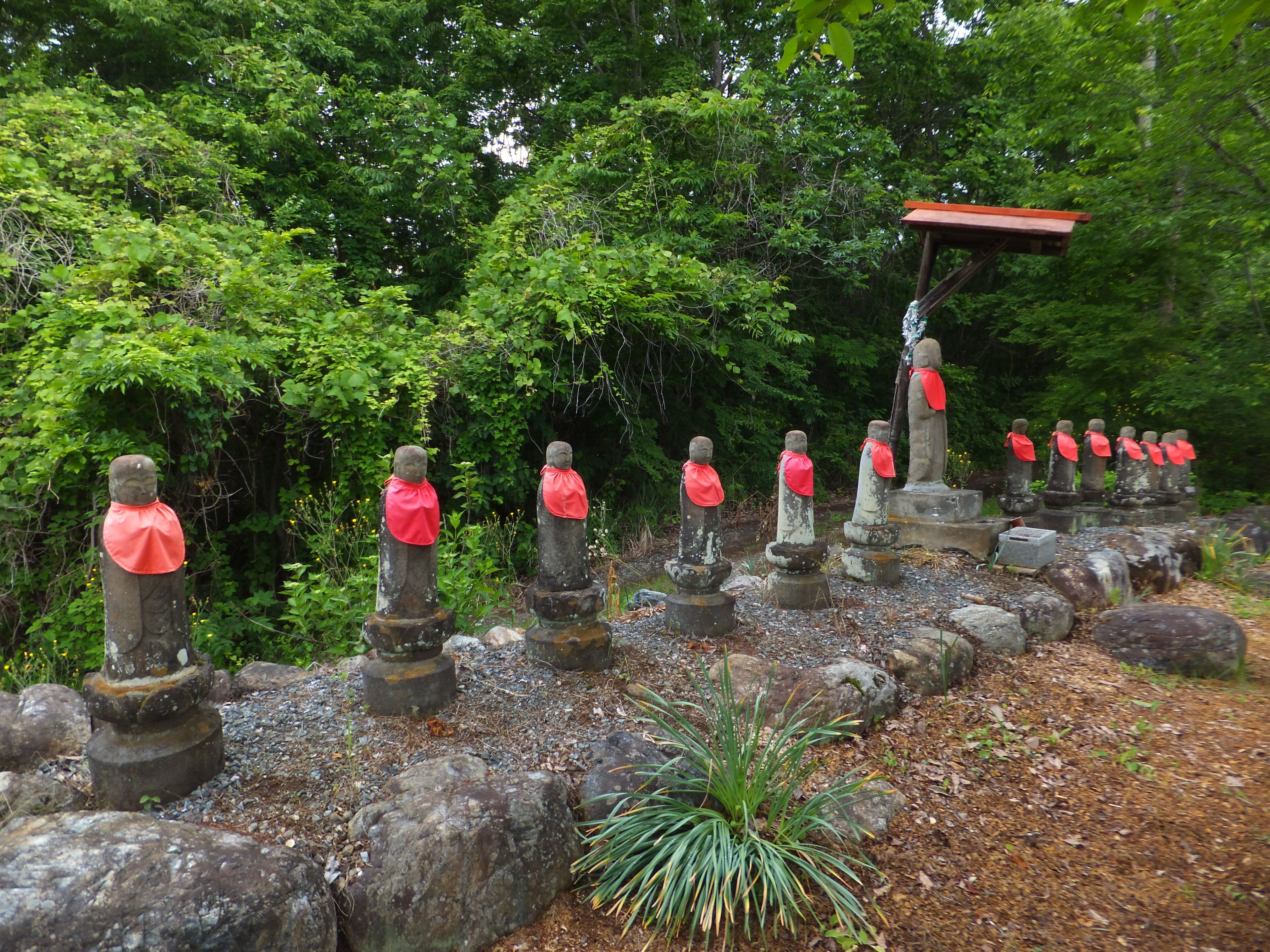
十三権者の石仏
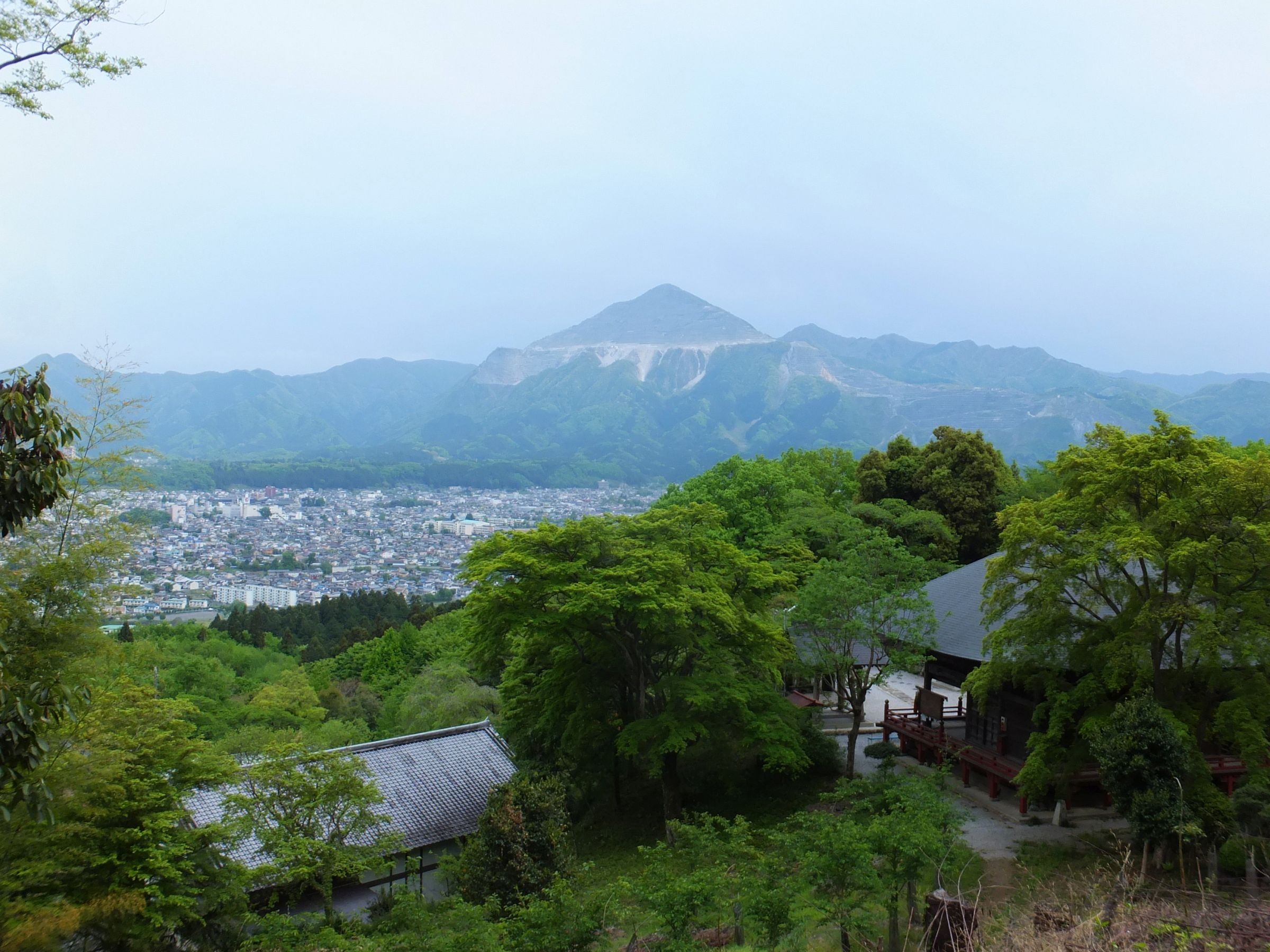
音楽寺から武甲山と秩父市街地を望む
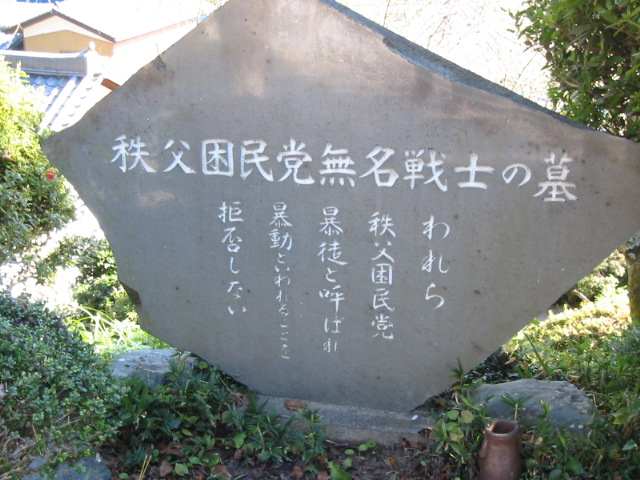
秩父困民党無名戦士の墓

## 文化財
- 音楽寺の銅鐘（秩父市指定有形文化財 昭和45年11月3日指定）[4]
- 札所23番松風山音楽寺（秩父市指定史跡 昭和40年1月25日指定）[5]

## 交通アクセス
- 西武秩父駅または秩父駅より西武観光バス「ミューズパーク循環」にて「音楽寺」下車 徒歩3分

## 前後の札所
秩父札所（江戸巡礼古道）
22 童子堂 -- (1.4km：明治巡礼古道)-- 23 音楽寺 -- (2.3km)-- 24 法泉寺